# Gau-Bischofsheim
Pour les articles homonymes, voir Bischofsheim.
Gau-Bischofsheim est une commune d'Allemagne dans l'arrondissement de Mayence-Bingen, en Rhénanie-Palatinat. Elle est jumelée avec Liernais en France.